# 아키야 어항
아키야 어항(일본어: 秋谷漁港)은 일본 가나가와현 요코스카시에 있는 일본의 제1종 어항이다. 요코스카 시가 이 어항을 관리한다.

## 연혁
- 1952년 12월 29일 : 제 1 종 어항으로 지정.

## 주요 어종
- 참치
- 정어리
- 고등어
- 미역

## 주요 어업
- 그물 어업
- 낚시
- 소형 정치망
- 자망 어업
- 채패업